# Terbium(III)-iodid
Terbium(III)-iodid ist eine anorganische chemische Verbindung des Terbiums aus der Gruppe der Iodide.

## Gewinnung und Darstellung
Terbium(III)-iodid kann durch Reaktion von Terbium mit Iod gewonnen werden.
{\displaystyle \mathrm {2\ Tb\ +\ 3\ I_{2}\longrightarrow 2\ TbI_{3}} }

## Eigenschaften
Terbium(III)-iodid ist eine geruchlose braune hygroskopische Masse mit hexagonalen Kristallen.